# Кутушево (Мелеузівський район)
Куту́шево (рос. Кутушево, башк. Ҡотош) — присілок у складі Мелеузівського району Башкортостану, Росія. Входить до складу Мелеузівського сільської ради.
Населення — 490 осіб (2010; 439 в 2002).
Національний склад:
- башкири — 90%